# Fredrik Kettler
Fredrik Kettler, född 1569, död 1642, monark (hertig) av Kurland. Son till Gotthard Kettler. 
Fredrik styrde västra Kurland, medan hans bror Wilhelm Kettler styrde östra Kurland, fram till år 1616; Wilhelm abdikerade då, varpå Fredrik tog över även den östra delen av landet.  